# 凤鳚属
凤鳚属，也称唇齒鳚屬，鳚科所屬，分布於印度洋、太平洋等。

## 下属物种
本属包括以下物种：
- 白點鳳䲁 Salarias alboguttatus ：又稱白點唇齒䲁。
- 塞蘭島鳳䲁 Salarias ceramensis ：又稱塞蘭島唇齒䲁。
- 細紋鳳䲁 Salarias fasciatus ：又稱細紋唇齒䲁。
- 雨斑鳳䲁 Salarias guttatus ：又稱胸斑唇齒䲁。
- 點紋鳳䲁 Salarias luctuosus ：又稱點紋唇齒䲁。
- 黑帶鳳䲁 Salarias nigrocinctus ：又稱黑帶唇齒䲁。
- 暗色鳳䲁 Salarias obscurus ：又稱暗色唇齒䲁。
- 佩氏鳳䲁 Salarias patzneri ：又稱佩氏唇齒䲁。
- 澳洲鳳䲁 Salarias ramosus ：又稱澳洲唇齒䲁。
- 薄鳳䲁 Salarias segmentatus ：又稱薄唇齒䲁。
- 六線鳳䲁 Salarias sexfilum ：又稱六線唇齒䲁。
- 西寶鳳䲁 Salarias sibogai ：又稱西寶唇齒䲁。
- 皺唇鳳䲁 Salarias sinuosus ：又稱皺唇唇齒䲁。

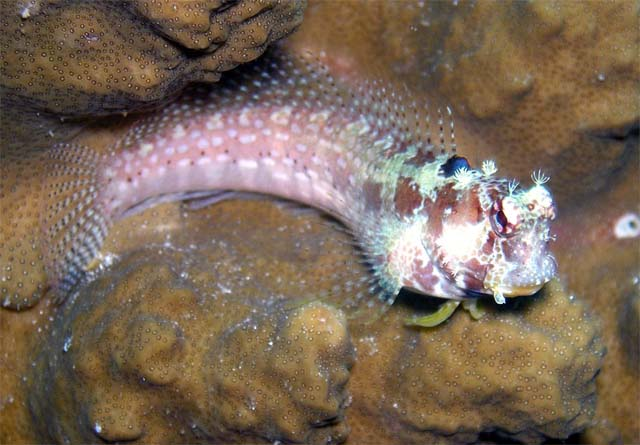
Salarias alboguttatus
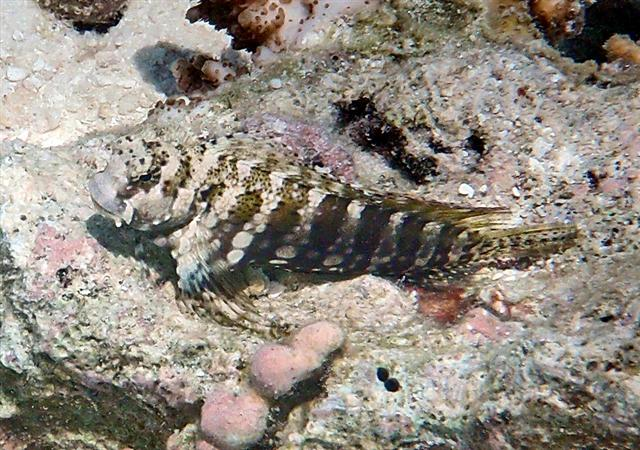
细纹凤鳚 Salarias fasciatus
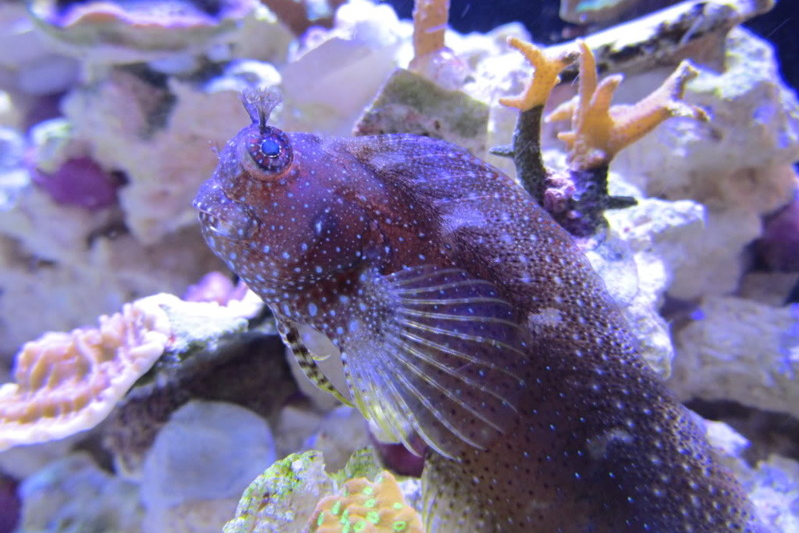
Salarias ramosus
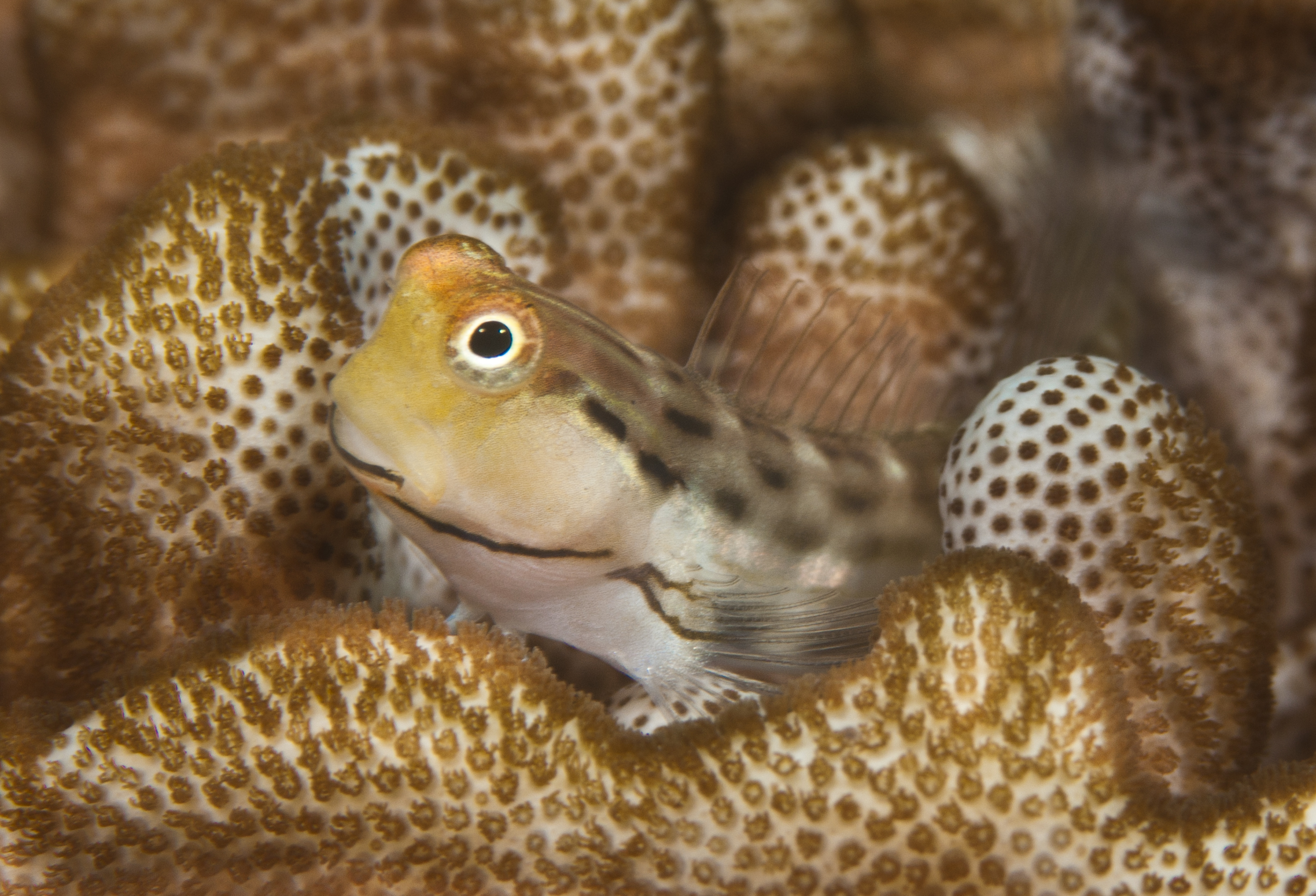
Salarias sinuosus

## 擴展閱讀
- 維基物種上的相關：凤鳚属
- 维基共享资源上的相關多媒體資源：凤鳚属